# Albertina Correia Lima
Albertina Correia Lima (João Pessoa, 25 de dezembro de 1889 — 18 de março de 1975) foi uma educadora, advogada e escritora brasileira.

## Vida
Nascida em João Pessoa, capital da Paraíba, filha de Lindolfo José Correia Lima, professor, Advogado e Deputado Estadual e D. Maria Correia Lima. Foram seus avós paternos Dr. Lindolfo José Correia das Neves, professor, advogado, Deputado provincial e geral e D. Joana Desidéria Gomes; pelo lado materno Dr. João da Mata Correia Lima que também atuou no magistrado, deputado provincial e presidente da Paraíba e D. Gertrudes Paiva Lima. Seus irmãos: João da Mata Correia Lima, Álvaro Correia Lima, Otávio Correia Lima, Beatriz Correia Lima, Corina Correia Lima e Carmem Correia Lima. Formou-se na Escola Normal e em seguida passou a lecionar na mesma instituição e no Liceu Paraibano. Passou a escrever para jornais de circulações regional, como A União, e nacional, como o Correio da Manhã e O Jornal.
Aos 42 anos, em 1931, formou-se em Direito pela faculdade de Direito do Recife, uma vez que a Paraíba não possuía curso superior. Com seu conhecimento sobre a Constituição Brasileira adquirido na faculdade, passou a lutar pelo voto feminino e pela entrada de mulheres na Câmara Legislativa da Paraíba. A imprensa foi o principal meio encontrado para difundir as reivindicações feministas em seu tempo.
Quando a Associação Paraibana pelo Progresso Feminino (APPF) foi fundada em 1933, Albertina participou da primeira direção como oradora. Além disso, escreveu para a Revista do Instituto Histórico e Geográfico Paraibano (IHGP), foi membro da Associação Paraibana da Imprensa e ajudou a fundar o Orfanato Dom Ulrico, em João Pessoa.

## Obras
- Georgina, estrutura da Terra (1922)
- A mulher e seus direitos em face da nossa legislação (1933)
- Através da vida
- João da Mata

## Morte
Morreu em 18 de março de 1975, aos 85 anos.